# Barranc del Boter (Llimiana)
El barranc del Boter és un barranc del terme municipal de Llimiana, al Pallars Jussà.
Es forma a 918 m. alt., a la Serra de Sant Andreu, i davalla cap al sud, passant a llevant del Mas de Serra i de la Masia d'Agna, i a ponent de la Masia del Ton, prop de la qual el barranc del Boter gira cap al sud-oest.
S'aboca en el barranc de Barcedana al nord-est de la Caseta de Plan Pelat.